# Pelourinho de Arcos de Valdevez
O Pelourinho de Arcos de Valdevez localiza-se na freguesia do Arcos de Valdevez (Salvador), Vila Fonche e Parada, na vila e município de Arcos de Valdevez, distrito de Viana do Castelo, em Portugal.

## História
Foi erguido na primeira metade do século XVI, obra do canteiro João Lopes, o Moço, originalmente no centro da Praça Municipal, diante da antiga Casa da Câmara.
Por volta de 1700 foi reerguido no lugar da Valeta, junto ao rio Vez e, em 1895, no largo fronteiro à Igreja Matriz. Finalmente, em 1998 foi colocado no atual local, em frente ao edifício dos Paços do Concelho.
Encontra-se classificado como Monumento Nacional desde 1910.

## Características
Em estilo manuelino, este pelourinho de gaiola circular, em granito, possui plataforma de três degraus quadrangulares onde assenta a coluna, formada por um fuste composto por três colunelos em espiral, que se enrolam em torno de um esteio central liso e são encimados por uma moldura circular onde se lê a legenda: JOAN LOPEZ MEFEZ (ou seja, João Lopes me fez). O remate é em pináculo aberto, com três colunelos que convergem para uma esfera armilar. Num destes apresenta outra esfera armilar.
Constitui o único ou um dos poucos pelourinhos com o nome do canteiro gravado, dos que produziu no norte de Portugal e na Galiza entre o início do século XVI e cerca de 1559.